# Пласков, Григорий Давидович
Григорий Давидович Пласков (8 (20) декабря 1898, Минск — 2 ноября 1972, Москва) — советский военный деятель, гвардии генерал-лейтенант артиллерии.

## Биография
Родился в 1898 году в Минске. В 1911 году окончил 4 класса еврейской школы, работал на заводе слесарем.
В Красной Гвардии с октября 1917 года. В РККА с мая 1918 года.
Участник Гражданской войны в 1918-1921 годах.
В 1922 году окончил курсы красных командиров, в 1925 году — Одесскую высшую артиллерийскую школу. Командовал артиллерийскими подразделениями. В 1932 году окончил Военную академию имени М. В. Фрунзе, командовал артиллерийским полком. В 1938 году в особой группе окончил Военную академию химзащиты.
В должности начальника артиллерии 28-го Особого корпуса участвовал в советско-финской войне 1939-1940 годов.
В 1940 году Г.Д. Пласкова назначают начальником артиллерии 53-й стрелковой дивизии.
Участник Великой Отечественной войны. Войну встретил в прежней должности.
С января 1942 года — командующий артиллерии 10-й армии (командующий -  генерал-лейтенант Ф. И. Голиков). Артиллерия армии под его руководством успешно выполняла поставленные задачи. В середине октября 1942 года Г.Д. Пласков был ранен.
Маршал В. И. Казаков:
В районе Сухиничей мы встретились с командующим 10-й армии генерал-лейтенантом Ф. И. Голиковым и командующим артиллерией армии генерал-майором артиллерии Г. Д. Пласковым. Это была моя первая встреча с Пласковым. Впоследствии нам довелось долго воевать вместе, и у меня было много случаев убедиться в подлинном героизме этого человека. Г. Д. Пласков хорошо знал свой участок, артиллерию армии и многое уже сделал для подготовки операции. ... Заботами Г. Д. Пласкова и его начальника штаба полковника И. В. Плошкина артиллерийская подготовка была уже тщательно спланирована. Достаточно имелось и боеприпасов. Словом, все было подготовлено для нанесения мощного артиллерийского удара. И вдруг мы столкнулись с неожиданностью. Несмотря на то что артиллерийская подготовка проводилась четко, пехота не имела успеха. Генерал Пласков тяжело переживал неудачу и поделился со мной своими мыслями. Его мнение совпало с моим. Дело в том, что накануне наступления выпало много снегу.
Маршал Г. К. Жуков:
Храбрее солдата, чем генерал Пласков, не знаю.
После излечения был назначен на должность заместителя командующего артиллерией 43-й армии Калининского фронта. Участвовал в Великолукской операции 1942-1943 годов.
С сентября 1943 года — командующий артиллерии 2-й танковой армии (20 ноября 1944 года армия была преобразована во 2-ю гвардейскую танковую армию). Участвовал в Варшавско-Познанской и Берлинской наступательных операциях. 
6 мая 1945 года был представлен к званию Героя Советского Союза, однако награждён не был, 17 раз был отмечен в приказах Верховного Главнокомандующего.
После окончания войны — заместитель командующего артиллерией Таврического военного округа. В 1949 году окончил Высшие академические курсы при Высшей военной академии имени К.Е. Ворошилова и вернулся на прежнюю должность. В 1952-1956 годах — начальник военной кафедры Московского института цветных металлов и золота.
В отставке с 16 ноября 1956 года.
Автор книги «Под грохот канонады» (М.: Воениздат, 1969. — 352 с.). Член ВКП(б) с 1918 года.
Умер в Москве 2 ноября 1972 года. Похоронен на Введенском кладбище (29 уч.).